# Neues Schloss (Gaildorf)

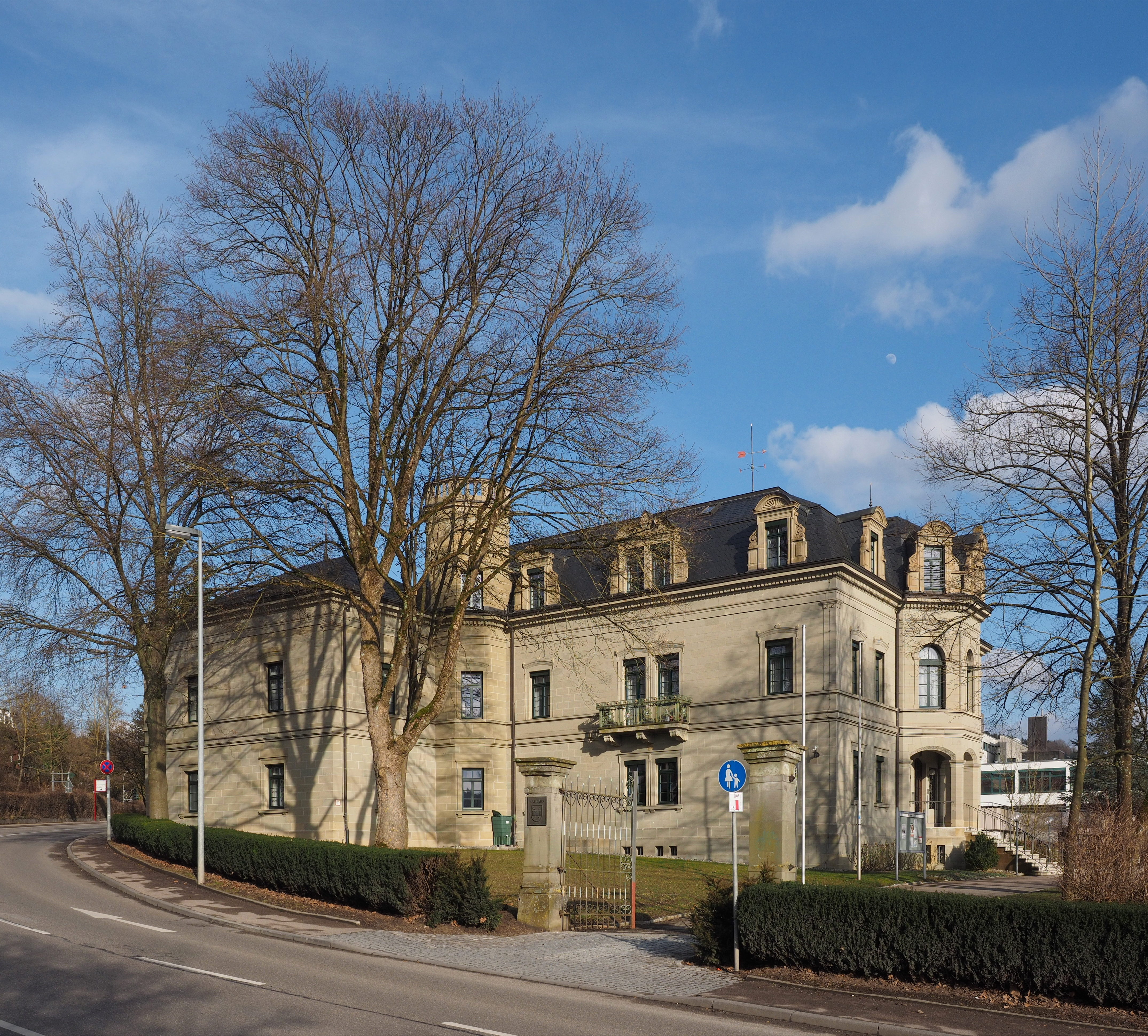
Neues Schloss Gaildorf

Das Neue Schloss, seit 1967 Rathaus der Stadt Gaildorf am Kocher, wurde 1846 von der Gräfin Amalie von Waldeck-Limpurg (1785–1852), der Witwe des Grafen Georg Friedrich (1785–1826) von Waldeck-Pyrmont und Limpurg-Gaildorf, auf der Nordseite des Kochers in einer weitläufigen Parkanlage als Pavillon errichtet.
Nachdem die Herrschaft Waldeck-Limpurg 1868 auf Grund der Heirat von Mechthild Karoline Emma von Waldeck-Bergheim (1826–1899) mit dem Grafen Karl Anton Ferdinand von Bentinck in den Besitz des Hauses Bentinck gekommen war, wurde die so genannte Villa Waldeck zweimal (1880 und 1896) erweitert, um den Grafen von Bentinck und Waldeck-Limpurg bis 1918 als so genanntes Gräflich Bentincksches Schloss als Sommersitz zu dienen.
Im Zweiten Weltkrieg wurde das Schloss zur Einlagerung von Kulturgut und 1943–1945 als Offizierskasino von der SS benutzt. 1945/46 war es amerikanisches Offizierskasino und danach bis 1965 Altersheim.
1967 wurde das Neue Schloss zum Rathaus der Stadt Gaildorf.

## Schlosspark
Auf dem zwischen Kocher und Neuem Schloss gelegenen Schlossparkgelände lag östlich des Schlosses, im Bereich der heutigen Parkschule, der Eingang zu einem von 1763 bis 1899 betriebenen Alaun- und Vitriolbergwerk. Darin wurde 1832 der Schädel eines Mastodonsaurus giganteus, einer karnivoren Amphibie entdeckt; von dieser vor über 200 Millionen Jahren ausgestorbenen Spezies gibt es nur zwei bedeutende Fundorte auf der Welt, Gaildorf und Kupferzell.
Auf dem Parkgelände befindet sich heute ein Schulzentrum mit der Parkschule (Grund- und Hauptschule), der Schloss-Realschule und dem Schenk-von-Limpurg-Gymnasium.